# Claudius Valk

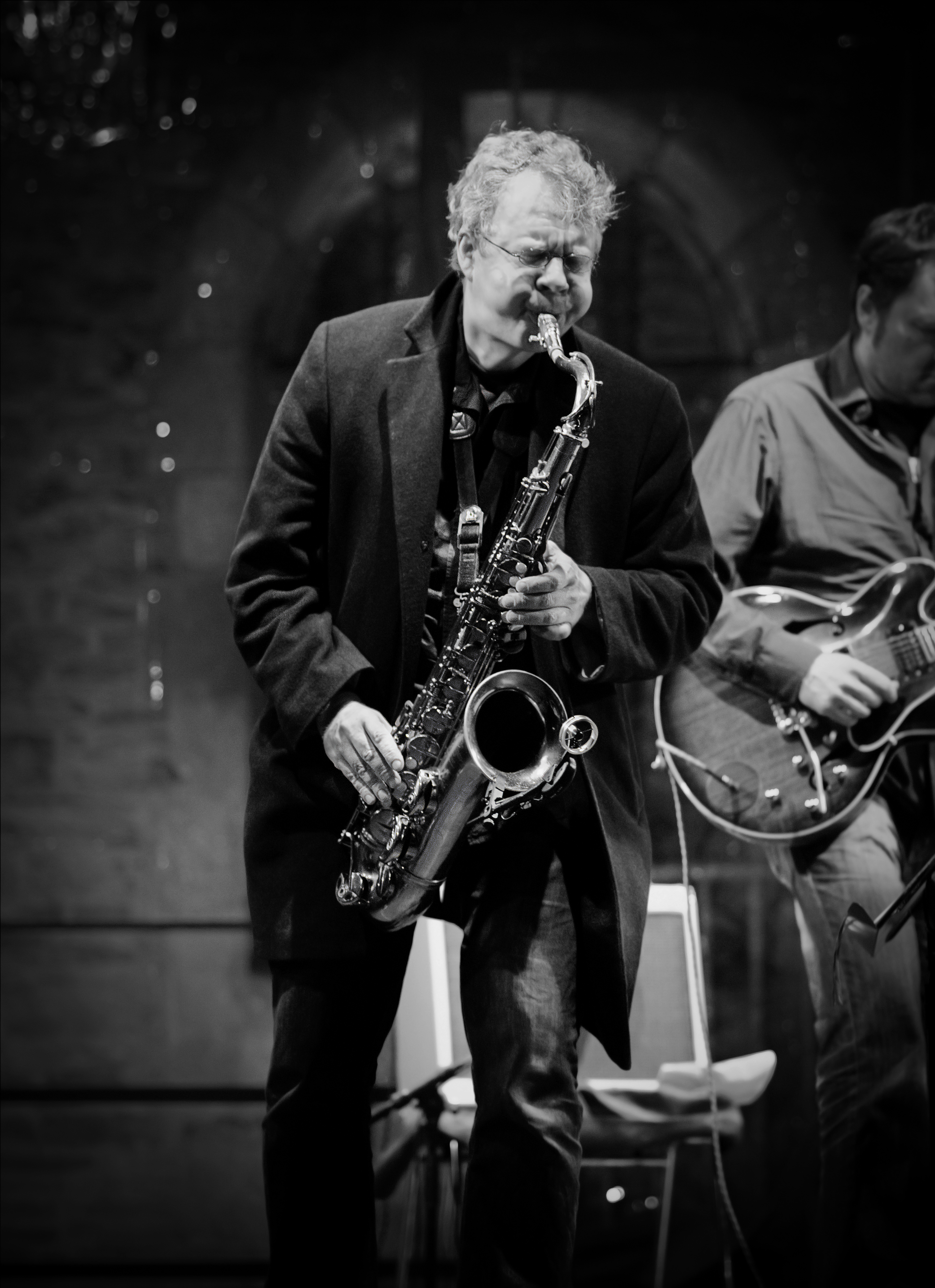
Claudius Valk, 2010

Claudius Valk (* 20. Oktober 1966 in Ratingen) ist ein deutscher Jazzsaxophonist, -klarinettist und -flötist.

## Leben und Wirken
Valk studierte klassisches und Jazzsaxophon an der Musikhochschule Köln bei Hugo Read und Wolfgang Engstfeld und Jazzmusik an der Folkwang Hochschule in Essen bei Matthias Nadolny. 1994 erhielt er den Folkwang-Preis für Musik.
Von 1994 bis 1999 war er Mitglied des belgischen Saxophonquartettes Blindmann. Seit 1995 leitet er außerdem das Valktrio (mit dem Bassisten Werner Lauscher und dem Schlagzeuger Marc Lehan), dessen erstes Album 1996 erschien. 1996 bis 1997 hielt er sich in New York auf, wo er Unterricht bei Richie Beirach und Dave Liebman nahm und u. a. mit Chuck Clark, Ron Vincent und Loren Stillman auftrat. Während einer Kubatournee 1997 arbeitete er u. a. mit Ramón Valle und Felipe Cabrera zusammen.
Mit Norbert Scholly und Daniel Schröteler bildet Valk das Trio Low Cut Experience (LCE), mit Ralph Beerkircher 2005 das Duo emergenzen. Als Sideman arbeitete er u. a. mit Eric Vloeimans, Kenny Wheeler, Frank Gratkowski, Jasper van’t Hof, Reiner Winterschladen, Claudio Puntin, Gerd Dudek und Contrast Trio.
Seit 2001 unterrichtete Valk Jazzsaxophon an der Musikhochschule Köln; zwischen 2002 und 2017 war er außerdem Dozent für Jazzsaxophon am Konservatorium von Maastricht. 2017 lehrt er als Professor für Jazzsaxophon an der Johannes Gutenberg-Universität Mainz.

## Preise und Auszeichnungen
Valk gewann 2014 den Neuen Deutschen Jazzpreis als bester Solist. Auch in der Band-Wertung war er gemeinsam mit Sebastian Sternal als Sternal & Valk erfolgreich.

## Diskographische Hinweise
- Tim Sund Quartet: About Time to Begin mit Jens Foltynowicz, Kai Schönburg, 1994
- Asgard: Songs of G. mit Roland Kämmerling, Ralph Beerkircher, Jens Foltynowicz, Gerd Breuer, 1994
- Tim Sund / Claudius Valk: Borderlands, 1994
- Valktrio featuring Joachim Kühn: What Else Could I Do, 1995
- House Five: Frank Talk mit Tunija, Alex Schimmerroth, Alex Morsey, Golo Maichel, 1996
- Jürgen Friedrich Quartet featuring Kenny Wheeler: Summerflood mit Volker Heinze, Darrin Backet, 1996
- Klaus König: The H.E.A.R.T. Project mit Claus Stötter, Frank Gratkowski, Werner Neumann, Markus Wienstroer, Dieter Manderscheid, Thomas Alkier, 1997
- Udo Schild: Morning mit Xaver Fischer, Volker Heinze, Roland Peil, Bert Smaak, 1998
- Blindman Kwartet: Blindman Plays Bach: Johann Sebastian Bach Choralpartiten BWV466, BWV467, BWV468, BWV470 mit Eric Sleichim, Piet Rebell, Raf Minton, 1999
- André Nendza Quartet featuring Thomas Heberer: Wild Open Rooms, mit Hendrik Soll, Christoph Hillmann, 1999
- Digna mit Digna Janssen, Egbert Derix, Jo Didderen, Geert Roelofs, 2000
- Hermosa: Coming Home mit Soleil Niklasson, Martin Weiss, Jörg Matzke, Volker Goetze, Martin Gjakonovski, Sebastian Räther, Afra Mussawisade, Roland Peil, Andreas Grieflinghod, 2000
- Klaus König: Songs and Solos mit Roger Hanschel, Wollie Kaiser, Claudio Puntin, Claus Stötter, Michael Leuschner, Reiner Winterschladen, Jörg Huke, Michel Massot, Christopher Dell, Matthias Lingenfelder, Tobias Breider, Susanne Eychmüller, Markus Segschneider, Markus Wienstroer, Stephan Rademacher, Jo Thönes, 2000
- Valktrio featuring Udo Schild + Hendrik Soll: In the Wee Small Hours of the Morning - a ballad album, 2001
- Klaus König Orchestra: Black Moments mit Phil Minton, Roger Hanschel, Claudio Puntin, Wollie Kaiser, Michael Heupel, Hans-Martin Müller, Jörg Huke, Andy Haderer, Reiner Winterschladen, Florian Heinl, Mathias Haus, Dirk Mündelein, Markus Segschneider, Martell Beigang, Stephan Rademacher, 2001
- Valktrio: Two Sets, 2001
- Ralph Beerkircher Quartet: Morphing mit Volker Heinze, Roland Höppner, 2001
- Jürgen Friedrich: Bits and Pieces mit Norbert Scholly, Phillipe Rehm, Christian Thomé, Niels Klein, Felix Astor, 2004
- Valktrio At Work (Konnex 2008)
- Sternal & Valk Lichtspielhaus (Konnex 2012)
- Dominik Mahnig, Dieter Manderscheid, Sebastian Sternal, Claudius Valk Pop (JazzHausMusik 2018)